# Dilophus ornatus
Dilophus ornatus är en tvåvingeart som först beskrevs av Hardy 1942.  Dilophus ornatus ingår i släktet Dilophus och familjen hårmyggor.
Artens utbredningsområde är Guatemala. Inga underarter finns listade i Catalogue of Life.